# Elga
Elga es un género de libélulas de la familia Libellulidae. Incluye dos especies.
- Elga leptostyla Ris, 1911
- Elga newtonsantosi Machado, 1992